# Association agréée de pêche et de protection des milieux aquatiques
 (14 septembre 2016).
Une association agréée de pêche et de protection des milieux aquatiques ou AAPPMA est une association française de statut particulier. Elle a pour vocation notamment :
- l'encaissement pour le compte des Agences de l'Eau de la redevance pour les milieux aquatiques (RMA) ;
- la gestion et l'entretien des berges des cours d'eau et lacs français relevant de son territoire ;
- la gestion de la ressource piscicole (article L.433-3 du Code de l'environnement) ;
- la protection de l'environnement ;
- le regroupement des pêcheurs redevables du permis de pêche.

Les quelque 3 700 AAPPMA du territoire français regroupent environ 1,56 million de pêcheurs. Elles sont réunies au sein de 94 fédérations départementales elles-mêmes regroupées en sept unions régionales (correspondant aux grands bassins hydrographiques français), et regroupées par la Fédération Nationale de la Pêche en France.
Chaque AAPPMA relève, pour assumer ses fonctions :
- du Ministère de l'Économie, des Finances et de l'Industrie
- du Ministère de l'Écologie, du Développement et de l'Aménagement durables
- du Ministère de l'Agriculture et de la Pêche
- du Ministère de la Jeunesse et des Sports

## Définition et mission
Une association agréée de pêche et de protection des milieux aquatiques ou AAPPMA est une association de statut particulier défini dans l'arrêté du 16 janvier 2013.
Une AAPPMA doit mettre en œuvre un plan de gestion piscicole conforme aux orientations fixées par la fédération départementale.
Ce plan visé par l'administration s'articule autour de trois axes :
- la protection des milieux aquatiques et la gestion des ressources piscicoles[3] ;
- l'organisation et la promotion de la pêche de loisir ;
- le suivi et l'évaluation des actions entreprises.

La pêche de loisir
Les associations agréées de pêche contribuent à la surveillance de la pêche, exploitent les droits de pêche qu'elles détiennent, participent à la protection du patrimoine piscicole et des milieux aquatiques et effectuent des opérations de gestion piscicole.
Les associations agréées de pêcheurs amateurs ont les mêmes compétences pour les lots de pêche où leurs membres sont autorisés à pêcher.
Dans chaque département, les associations agréées de pêche sont obligatoirement regroupées en une fédération départementale (ou fédération des AAPPMA).
L'association a pour objet :
- de participer activement à la protection des milieux aquatiques, par exemple en préservant ou restaurant des zones humides[4] ;
- de lutter contre la pollution des eaux ou toutes autres causes qui ont  pour conséquence la destruction, la dégradation des zones essentielles à  la vie du poisson ;
- d'organiser la surveillance, la gestion et  l'exploitation équilibrée des droits de pêche de ses membres dans le  cadre des orientations départementales de gestion piscicole des milieux  aquatiques portées à sa connaissance par la fédération départementale ;
- d'effectuer, sous réserve des autorisations nécessaires, toutes les interventions de mise en valeur piscicole ;
- de favoriser les actions d'informations, de promouvoir des actions d'éducation dans les domaines de la protection des milieux aquatiques, de la pêche et de la gestion des ressources piscicoles, par exemple par les sciences participatives[5] ;
- d'une  manière générale, l'association peut effectuer toutes opérations  concernant directement ou indirectement l'objet de son action ;
- ces opérations s'inscrivent dans le cadre des orientations  départementales définies dans les missions statutaires de la fédération ;
- en conséquence, les décisions de la fédération relatives à la  protection des milieux aquatiques, à la mise en valeur piscicole et à la  promotion du loisir pêche s'appliquent aux associations adhérentes ainsi qu'à leurs membres.

Les ressources d'une AAPPMA :
- les ressources de l'association se composent du produit des cotisations et de toutes autres recettes autorisées par la loi ;
- elles ne peuvent être affectées qu'à son objet social ;
- le préfet veille à l'utilisation des ressources de l'association aux  fins prévues par la loi ainsi qu'à l'exécution des obligations  statutaires.

Adhérer à une AAPPMA :
L'adhésion donne le droit de pêcher dans les lots de l'association où la pêche est autorisée par la réglementation.
L'adhésion à l'association en qualité de membre est subordonnée aux conditions suivantes :
- acquitter la cotisation statutaire ;
- acquitter la taxe piscicole, sauf pour ceux qui l'auraient déjà  acquittée dans une autre association agréée ou qui en sont légalement  dispensés ;
- se conformer aux statuts et au règlement intérieur de l'association ;
- respecter les prescriptions législatives et réglementaires concernant  l'exercice de la pêche en eau douce et se conformer à l'interdiction de  commercialisation du poisson.

L'adhésion peut être refusée à toute personne ayant porté préjudice à l'association ou ayant subi une condamnation pour infraction à la législation et à la réglementation de la pêche.

## Les fédérations départementales
Les 94 fédérations départementales des associations agréées de pêche ont le caractère d'établissement d'utilité publique.
Elles sont responsables du domaine piscicole départementale, leurs rôles sont en premier lieu de surveiller les milieux aquatiques, le patrimoine piscicole et la pêche. Elles se doivent également de mettre en valeur le domaine piscicole départementale.
Les fédérations départementales des associations agréées de pêche coordonnent les actions de ces dernières, et exploitent, dans l’intérêt des membres des associations agréées de pêche du département.
Enfin, en plus d’œuvrer à la promotion de la pêche amateur et du loisir pêche, elles ont en charge certaines missions, comme des actions d'information et d'éducation à propos de la protection des milieux aquatiques

## La fédération nationale de la pêche en France (FNPF)

Logo de la FNPF

La fédération nationale de la pêche en France (FNPF) succède à l’Union Nationale pour la pêche en France et la protection du milieu aquatique fondée en 1947. La FNPF est l’institution de représentation de la pêche en eau douce et de la protection du milieu aquatique français. Elle a été créée par la loi sur l’eau du 30 décembre 2006 qui lui reconnait le caractère d’utilité publique. Depuis le 7 février 2013, elle est officiellement déclarée Association de Protection de L’environnement.
La FNPF coordonne les actions de quelque 3700 AAPPMA réunies au sein des 94 fédérations départementales. Ses missions sont :
- Assurer la représentation et la coordination des fédérations départementales au niveau national
- Promouvoir et développer le loisir pêche
- Établir un état national de la pêche en France
- Gérer le fond Pêche et Milieux aquatiques et contribuer financièrement aux actions de gestion, de protection, de surveillance du patrimoine piscicole, de formation, de promotion et d’éducation à l’environnement[6].